# Georgius Johannis (död 1539)
Georgius Johannis, död 1539, var en svensk präst och hovpredikant. 

## Biografi
Georgius Johannis var hovpredikant hos Gustav Vasa. Han blev 1528 kyrkoherde i Skänninge församling och närvarade 1529 vid Örebro möte. Georgius Johannis avled 1539.